# Льодовиковий період 6
«Льодовиковий період 6»  (англ. Ice Age 6) — майбутній американський анімаційний пригодницький комедійний фільм, вироблений компанією 20th Century Animation та розповсюджений компанією 20th Century Studios . Він стане продовженням фільму «Льодовиковий період: Курс на зіткнення» (2016), шостої основної частини та сьомої загалом частини серії фільмів «Льодовиковий період» . Рей Романо, Джон Легвізамо, Деніс Лірі, Саймон Пегг та Квін Латіфа знову виконають свої ролі з попередніх фільмів. Це буде перший фільм про Льодовиковий період для кінотеатрів, який не буде продюсований студією Blue Sky Studios після її закриття 10 квітня 2021 року.
Плани щодо шостого фільму «Льодовиковий період» були оголошені в червні 2016 року, коли співрежисер Гален Т. Чу заявив, що є деякі ідеї для шостої частини, хоча Bustle зазначив, що шанси на шосту частину були відносно високими, але залежатимуть від касових зборів п'ятого фільму. Зрештою, у вересні 2024 року було оголошено, що фільм перебуває у розробці компанією Джон Легвізамо, а оновлення з'явилися у листопаді того ж року.
Прем'єра фільму "Льодовиковий період 6" у кінотеатрах США запланована на 18 грудня 2026 року.

## Авторський склад
| Актор          | Роль  |
| -------------- | ----- |
| Рей Романо     | Менні |
| Деніс Лірі     | Дієго |
| Джон Легвізамо | Сід   |
| Саймон Пегг    | Бак   |
| Квін Латіфа    | Еллі  |

## Виробництво
Про можливість потенційного продовження «Льодовиковий період: Курс на зіткнення» у червні 2016 року співрежисер Гален Т. Чу сказав, що є деякі ідеї щодо шостої частини серії «Льодовиковий період».
У лютому 2022 року продюсер Лорі Форте обговорювала можливість продовження, рекламуючи Льодовиковий період: Пригоди Бака, сказавши: «Я думаю, що це трохи передчасно. Ми сподіваємося, що люди відреагують на це, і це сприятиме нам, щоб ми могли зробити ще один фільм. Якщо глядачі цього захочуть, у нас є багато ідей. Ідеям, пригодам і персонажам немає кінця, тож ми готові, якщо вони готові."
У вересні 2024 року Джон Легвізамо, озвучений Сідом у фільмах «Льодовиковий період», повідомив, що розробляється шостий фільм. У листопаді 2024 року, під час D23 у Бразилії, було офіційно оголошено про виробництво фільму з Рей Романо, Джон Легвізамо, Деніс Лірі, Саймон Пегг і Квін Латіфа повторюють свої ролі з попередніх фільмів.

## Реліз
Прем'єра фільму "Льодовиковий період 6" в США запланована на 18 грудня 2026 року.